# Guanako
Lama guanako, resp. guanako (Lama guanicoe) je sudokopytník z čeledi velbloudovitých.

## Areál rozšíření
Vyskytuje se v oblastech od severní části Peru přes pobřežní oblasti Chile do Ohňové země a do nejjižnějších oblastí Argentiny a Chile. Největší populace obývají pampy nebo chladné stepi. Velmi malé počty jsou v horách Peru a Bolívie. Stav ve volné přírodě se v současnosti odhaduje na přibližně 550 000 jedinců.
Během 20. století byly uznávány čtyři geografické poddruhy:
- Lama guanicoe guanicoe – rozšířený v Patagonii, Ohňové zemi a v Argentině jižně od 35° j. š.
- Lama guanicoe huanacus Molina 1782 – je omezen pouze na Chile.
- Lama guanicoe cascilensis Lonnberg 1813 – obývá vysoké Andy v Peru, Bolívii a v severovýchodním Chile.
- Lama guanicoe voglii Krumbiegel 1944 – je ve svém výskytu omezen na východní svahy And mezi 21 a 32° j. š. v Argentině.

Genetické studie na počátku 21. století však potvrdily existenci pouze dvou poddruhů s tím, že na pomezí dotyku obou subspecií se vyskytují hybridní populace. Poddruhy uznávané v poslední hodnotící zprávě IUCN (únor 2016) jsou:
- Lama guanicoe guanicoe – napříč Patagonií až k Ohňové zemi
- Lama guanicoe cascilensis – západní svahy And od Peru přes Bolívii do severního Chile

Hybridní populace se vyskytují jižně od altiplana v centrální Chile, v severozápadním cípu Patagonie, v severozápadní Argentině a v jižní Bolívii.

## Popis
Výška se pohybuje od 100 do 115 cm, hmotnost od 80 do 120 kg. Je tedy největší ze všech divokých lamoidů. Vyskytuje se pouze jeden barevný odstín srsti, a to světlehnědý na horní části těla a bělavý na břiše. Celé tělo je pokryto srstí dvojího typu. A to jemnou světlehnědou podsadou a delšími hrubými pesíky skořicově hnědé barvy. Hlava je porostlá krátkou šedou až černou srstí. Okolí pysků je bělavé, stejně jako uši, a vnitřní strana končetin. Uši jsou menší než u lamy. Nos je rovný s malými nozdrami. Mají malé úzké oči. Dospělá zvířata se loví pro maso a kůže, z nichž se vyrábějí pláště, boty, vaky a jiné kožené výrobky. V některých oblastech jsou a byla lovena mláďata pro cenné kožky. Jejich kožešina je více ceněna než alpaky.
Mají dobrý sluch a zrak, ale čich horší. Jsou březí 10 až 11 měsíců a rodí osrstěné mládě. Březost se pohybuje v rozmezí 320 – 368 dnů.
Tyto lamy migrují za potravou. Jsou také chovány v zajetí. Zajímavostí je, že pijí mořskou vodu.
Lamy jsou skvěle adaptované na život ve vysokohorském prostředí. Kromě dobře tepelně izolující srsti mají také velké množství červených krvinek, kterých je na jednotku objemu asi čtyřikrát více než v krvi člověka.

## Chov v zoo
Patří mezi středně časté chovance zoologických zahrad. V Evropě je chována přibližně ve 140 zoo. V Česku je chována ve čtyřech licencovaných zařízeních:
- Zoo Jihlava
- Zoo Praha
- Zoo Ústí nad Labem
- Zoo Dvorec

Na Slovensku je chována v Zoo Košice a Zoo Bojnice.
Dále je k vidění např. v areálu zvaném Farma Wenet v Broumově či v Zahradě Harta ve Vysokém Mýtě. Historicky byl tento druh k vidění také v Zoo Brno, Zoo Olomouc, Zoo Ostrava či Zoo Plzeň. Na Slovensku pák v Zoo Bratislava.

### Chov v Zoo Praha
První záznamy o tomto druhu v Zoo Praha pochází z let 1945–1948. Právě v roce 1948 se také narodilo první mládě. Další následovalo o pět let později. Významným mezníkem se stal rok 1967, kdy na svět přišla samice Bába, která se následně stala matkou řady dalších mláďat, a hrála tak zásadní roli v pražském chovu. Uhynula v roce 1985. V průběhu roku 2017 se podařilo odchovat tři mláďata. Ke konci roku 2017 byli chováni dva samci a tři samice. V roce 2018 přišel na svět samec, který byl v březnu 2019 převezen do Zoo Givskud v Dánsku. V dubnu 2020 se narodilo jedno mládě a květnu téhož roku následovala další (samička).
Lamy guanako jsou k vidění v horní části zoo.